# 2025 au Ghana
Chronologie du Ghana
- 2021
- 2022
- 2023
- 2024
- 2025
- 2026
- 2027
- 2028
- 2029

Cet article traite des événements qui se sont produits durant l'année 2025 en Ghana.

## Événements

### Janvier
- 1er janvier : un incendie dévastateur détruit le marché de Kantamanto à Accra, l'un des plus grands marchés de vêtements d'occasion au monde, affectant environ 8 000 personnes et provoquant des pertes économiques estimées à plusieurs millions de cedis ghanéens.
- 7 janvier : John Mahama devient président de la république.

### Février
- 18-19 février : le salon Connected Banking – West Africa se tient à Accra, réunissant des experts du secteur bancaire pour discuter des innovations technologiques et des défis du secteur financier en Afrique de l'Ouest.

### Mars
- 3 mars : le président John Mahama organise un « dialogue économique national » à Accra pour discuter des ajustements possibles à l'accord avec le FMI, visant à stimuler la croissance économique tout en maintenant la discipline fiscale.

### Avril
- 21 avril : le Ghana accueille la troisième édition du Championnat africain scolaire de football à l'Université du Ghana à Accra. L'équipe féminine du pays remporte son premier titre continental en battant l'Ouganda 2-0 en finale.

### Mai
- 20 mai : le Ghana et les États-Unis concluent un exercice de préparation médicale à l'hôpital militaire 37 de Accra dans le cadre de l'opération African Lion 2025, visant à renforcer la coopération en matière de santé.

### Juin
- 2-4 juin : le président John Mahama inaugure le sommet Mining in Motion 2025 à Accra, réunissant des leaders du secteur minier pour discuter de l'exploitation durable des ressources naturelles en Afrique.

### Juillet
- 8-10 juillet : le Ghana accueille la conférence AFRICA 2025 sur le stockage de l'eau et le développement de l'hydroélectricité à l'hôtel Labadi Beach Resort à Accra, réunissant des experts pour discuter des défis et des solutions en matière de gestion de l'eau en Afrique.

### Août
- 6 août : un hélicoptère Harbin Z-9 de la Force aérienne du Ghana s'écrase dans la région Ashanti. Les huit occupants dont le ministre ghanéen de la Défense (en), Edward Omane Boamah, et le ministre de l'Environnement (en), Ibrahim Murtala Muhammed du Ghana sont morts[1]
- 16 août : la compétition de beauté Miss Grand Ghana 2025 se déroule au National Theatre d'Accra, avec 23 candidates en lice pour représenter le pays au concours international.

### Octobre
- 19-20 octobre : le Ghana organise le salon Agritech West Africa à Accra, réunissant des acteurs du secteur agro-technologique pour discuter des innovations et des opportunités dans l'agriculture en Afrique de l'Ouest.

### Décembre
- 27-29 décembre : le Ghana accueille le festival culturel Afrofuture 2025 à Accra, célébrant la musique, la mode et l'art africains.

## Décès
- 14 janvier : Teddy Osei, musicien, fondateur du groupe Osibisa
- 9 février : Abdullai Tahiru (Taidu), acteur, connu pour son rôle dans la série Junka Town
- 20 février : Mawuli Semevo, acteur, connu pour ses rôles dans "A Stab in the Dark" et "YOLO"
- 1er mars : Asoma Banda, homme d'affaires et philanthrope
- 6 avril : Sam Pee Yalley, avocat et ancien directeur adjoint de la National Pensions Regulatory Authority
- 2 mai : Alfred Kwame Agbesi, homme politique, ancien député de la circonscription d'Ashaiman
- 11 mai : Wilberforce Mfum, footballeur, ancien joueur des Black Stars et du New York Cosmos
- 27 mai : Felix Konotey-Ahulu, médecin et chercheur, expert mondial de la drépanocytose
- 16 mai : Dada KD, musicien, légende du highlife ghanéen

#### L'année 2025 dans le reste du monde
- L'année 2025 dans le monde
- 2025 par pays en Amérique • 2025 au Brésil, 2025 au Canada, 2025 au Québec, 2025 aux États-Unis, 2025 au Mexique
- 2025 en Europe, 2025 dans l'Union européenne • 2025 en Belgique, 2025 en France, 2025 en Italie, 2025 en Suisse
- 2025 en Afrique • 2025 par pays en Asie • 2025 par pays en Océanie, 2025 en Océanie • 2025 en Antarctique
- 2025 aux Nations unies
- Décès en 2025